# Greenfield (condado de Monroe, Wisconsin)
Greenfield es un pueblo ubicado en el condado de Monroe en el estado estadounidense de Wisconsin. En el Censo de 2010 tenía una población de 707 habitantes y una densidad poblacional de 7,72 personas por km².

## Geografía
Greenfield se encuentra ubicado en las coordenadas 44°2′45″N 90°35′57″O / 44.04583, -90.59917. Según la Oficina del Censo de los Estados Unidos, Greenfield tiene una superficie total de 91.58 km², de la cual 91.47 km² corresponden a tierra firme y (0.12%) 0.11 km² es agua.

## Demografía
Según el censo de 2010, había 707 personas residiendo en Greenfield. La densidad de población era de 7,72 hab./km². De los 707 habitantes, Greenfield estaba compuesto por el 94.63% blancos, el 0.14% eran afroamericanos, el 2.12% eran amerindios, el 0.99% eran asiáticos, el 0% eran isleños del Pacífico, el 0.14% eran de otras razas y el 1.98% pertenecían a dos o más razas. Del total de la población el 0.71% eran hispanos o latinos de cualquier raza.